# Puistola
Puistola (suédois : Parkstad) est une section du quartier de Suurmetsä d'Helsinki, la capitale de la Finlande. Puistola est aussi le nom d'un district qui comprend la  section de même nom.

## Description

### Le quartier de Puistola
Le quartier (en finnois : Puistolan kaupunginosa) a une superficie est de 2,41 km2, sa population s'élève à 6 735 habitants(1.1.2010) et il offre 552 emplois (31.12.2008).

### Le district de Puistola
Le district (en finnois : Puistolan peruspiiri) a une superficie est de 7,3 km2, sa population s'élève à 18 372 habitants(1.1.2010) et il offre 4 300 emplois (31.12.2008).